# Estación de Lalín
Lalín es una estación ferroviaria situada en el municipio español de Lalín en la provincia de Pontevedra, comunidad autónoma de Galicia. Cuenta con servicios de Media Distancia operados por Renfe.

## Situación ferroviaria
La estación se encuentra en el punto kilométrico 315,123 de la línea férrea de ancho ibérico que une Zamora con La Coruña a 472 metros de altitud, entre las estaciones de Irijo y Puente Taboada. El tramo es de vía única y está sin electrificar.

## Historia

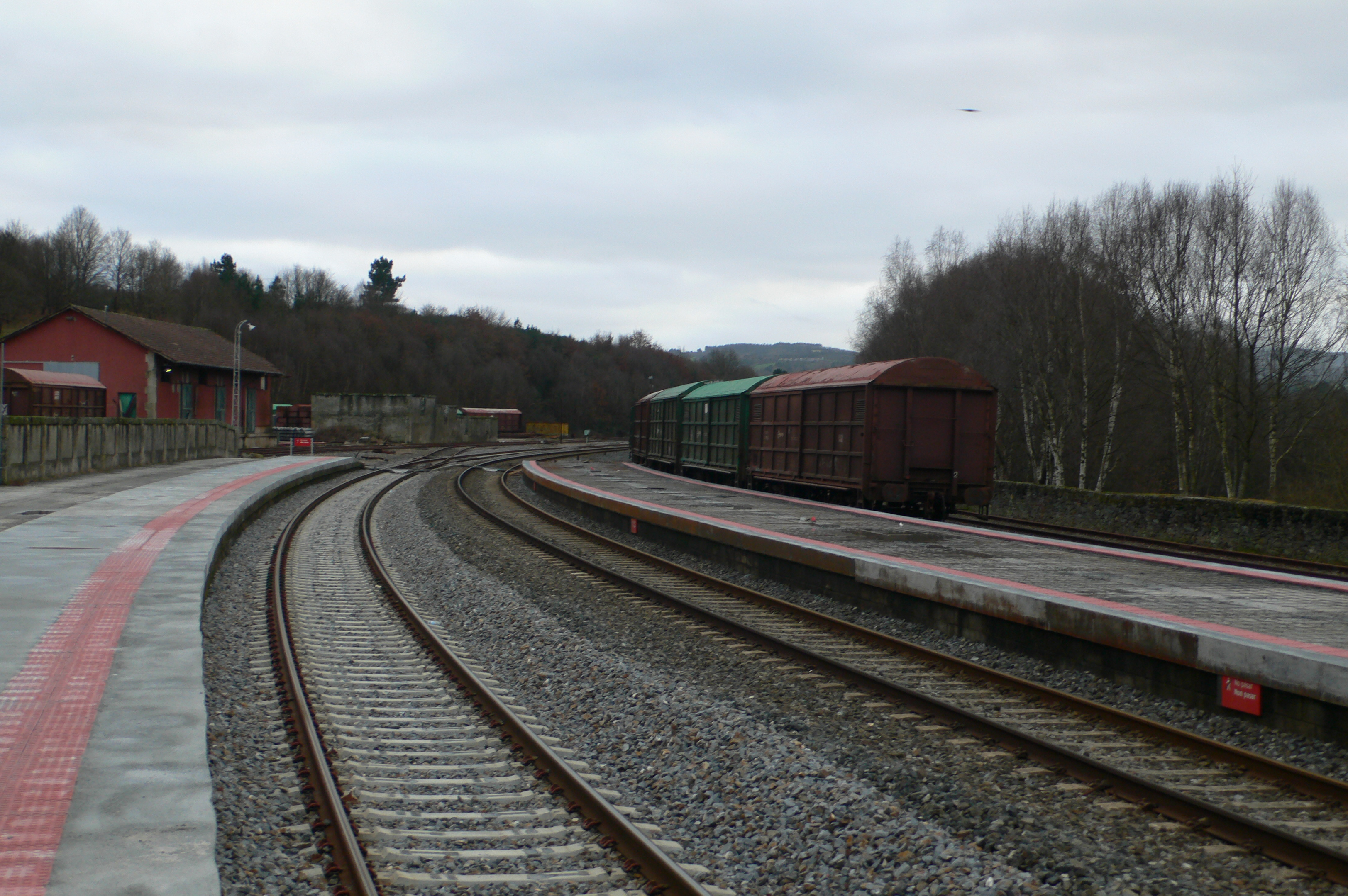
Vista de los andenes

La estación fue inaugurada el 8 de septiembre de 1958 con la puesta en marcha del tramo Carballino — Santiago de Compostela de la línea férrea que pretendía unir Zamora con La Coruña. Su explotación inicial quedó a cargo de RENFE cuyo nacimiento se había producido en 1941. 
Desde el 31 de diciembre de 2004, Renfe Operadora explota la línea mientras que Adif es la titular de las instalaciones ferroviarias.

## La estación
El edificio de viajeros, construido en piedra, está formado por un cuerpo central y dos anexos laterales. Cuenta con dos andenes curvados, uno lateral y otro central y con cuatro vías. Los cambios de andén se realizan a nivel. 

## Servicios ferroviarios

### Media Distancia
En la estación para un tren diario de Media Distancia operado por Renfe, comercializado como Regional, que conecta con las ciudades de Santiago de Compostela y Orense.
| Línea MD | Servicio | Origen/Destino         | Paradas intermedias                        | Destino/Origen |
| -------- | -------- | ---------------------- | ------------------------------------------ | -------------- |
| 2        | Regional | Santiago de Compostela | Lalín · Irijo · Carballino · Friela-Maside | Orense         |